# Il sabato del villaggio

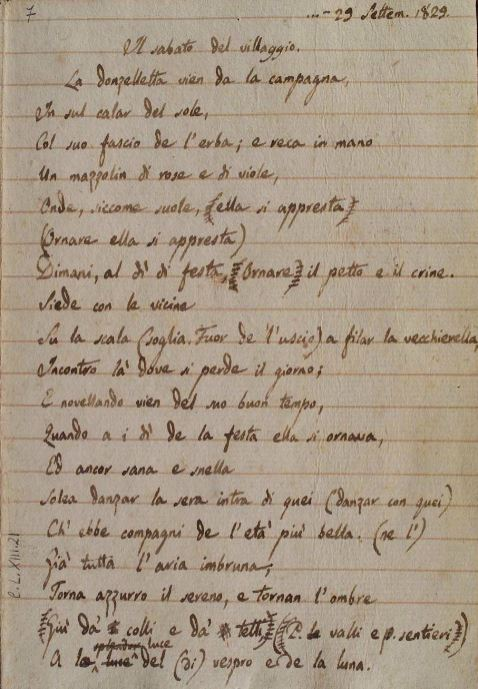
Autografo leopardiano del Sabato del Villaggio

Il sabato del villaggio è una poesia composta da Giacomo Leopardi nel 1829 (durante il suo ultimo periodo trascorso nella città di Recanati) e pubblicata nell'edizione dei Canti (una raccolta di poesie, per l'appunto) del 1831. 
Composizione tra le più note del poeta marchigiano, è un quadro di vita paesana un sabato sera, una fervente attesa del giorno festivo all'indomani, destinata a rimanerne profondamente delusa; con questa suggestiva allegoria Leopardi illustra la sua visione del piacere, secondo la quale la gioia umana si manifesta nell'attesa di un piacere irraggiungibile, ed è pertanto fugace ed effimera. Fra l'altro, la poesia racconta che l'attesa del piacere (in questo caso il dì di festa) è anch'essa un piacere.

## Contenuto
Durante le ore di «studio matto e disperatissimo» nella ricchissima biblioteca del padre Monaldo il giovane Leopardi usava accostare il suo tavolino a una finestra, così da ottimizzare lo sfruttamento della luce solare; la finestra si affacciava su una piazzola dove gli abitanti di Recanati si ritrovavano per organizzare le piccole feste domenicali. È proprio questo piccolo slargo ad ispirargli la stesura del Sabato del villaggio, idillio scritto di getto il 29 settembre 1829, in cui riflette sulla vanità della gioia umana.

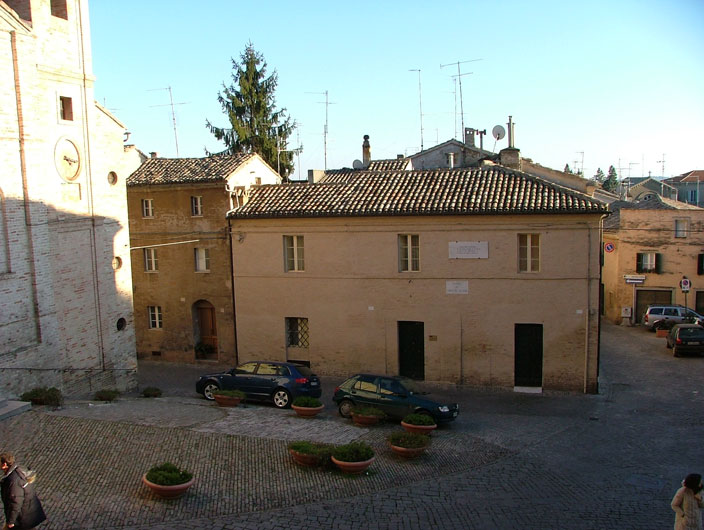
La piazzetta del Sabato del Villaggio di Recanati

Il componimento si apre con la descrizione di un piccolo borgo rurale immerso nell'atmosfera serale di un sabato primaverile, quando molti abitanti sono impegnati nei preparativi per la domenica, giorno festivo. Una giovinetta è colta nell'attimo in cui, arrivando dalla campagna al tramonto, reca in mano un fascio d'erba e un «mazzolin di rose e di viole» (v. 4) con cui può ornarsi i capelli. Quest'ultimo verso, in particolare, è al centro di una vexata quaestio alimentata da Giovanni Pascoli, fine botanico, il quale ha notato che le rose e le viole non fioriscono nella medesima stagione, denunciando pertanto l'irrealtà della situazione descritta dal poeta. Il dibattito tuttavia è ancora aperto, siccome vi sono anche critici che sostengono la possibilità di un simile accoppiamento botanico («gran discussioni su queste rose e viole di Leopardi!» avrebbe scritto Mario Fubini nel Novecento).
L'immagine della «donzelletta [che] vien dalla campagna» è seguita dalla descrizione di una «vecchierella» che contempla il tramonto e rivive il piacere del dì di festa raccontando alle compagne della sua giovinezza, quando anche lei si agghindava per andare a ballare con i compagni. Perdendosi un po' nei dettagli del ricordo, l'anziana è totalmente immersa nella rimembranza di quella che era un'età lieta e felice della vita, in cui era ancora «sana e snella» (v. 13) e possedeva una bellezza sfolgorante, poi sfiorita con il succedersi degli anni. Dal punto di vista allegorico, la «donzelletta» allude ai desideri che, a causa della Natura matrigna, non possono essere realizzati, mentre la «vecchierella» stabilisce un indissolubile legame tra la fine del giorno e il termine della vita umana, ovvero la morte. Ci sono poi i «fanciulli» che all'imbrunire manifestano un istintivo moto di letizia per l'attesa del giorno festivo e, dopo essersi incontrati nella piazzetta, iniziano a saltare di qua e là, producendo un «lieto romore».
Analogamente, con un'immagine lievemente più malinconica delle precedenti, Leopardi descrive il contadino che ritorna fischiando a casa, rasserenato dalla prospettiva di potersi finalmente riposare il giorno successivo, mentre il falegname sta terminando in fretta il suo lavoro, così da potersi dedicare all'indomani alla gioia e al riposo. La prima strofa, pertanto, descrive uno scenario idilliaco e rasserenante, ricco di percezioni uditive (il grido dei fanciulli, lo stridere della sega del falegname ...) che Leopardi definisce «piacevoli» perché evocano un senso di vago e indefinito:

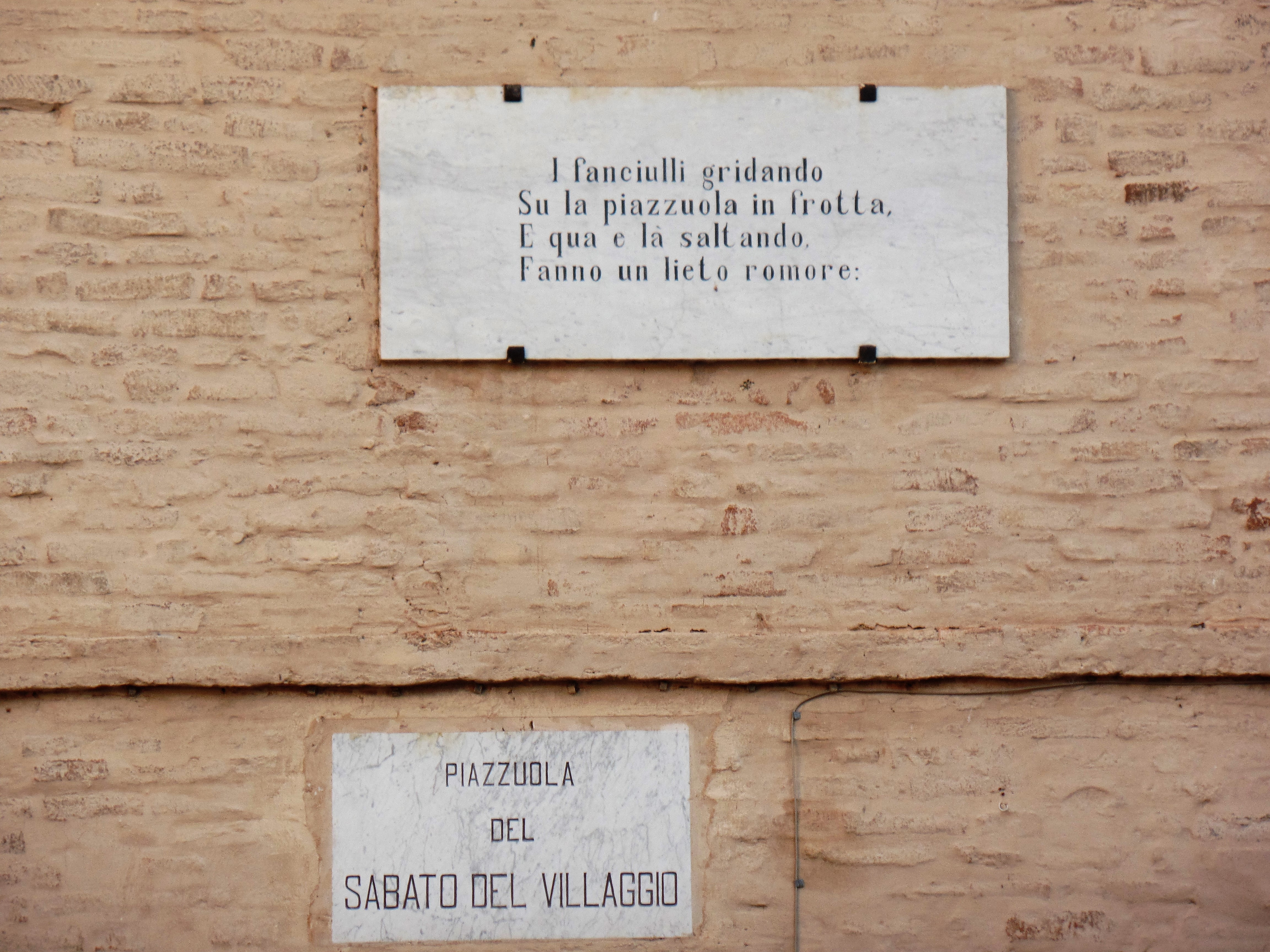
Epigrafe affissa presso piazza del Sabato del Villaggio a Recanati: «I fanciulli gridando / su la piazzuola in frotta, / e qua e là saltando, / fanno un lieto romore»

Nella terza strofa termina la parte descrittiva e ha inizio quella teorico-filosofica, dove Leopardi riflette sul grande tema del piacere e della felicità umana. Tutti gli abitanti del borgo descritto nel poema, osserva Leopardi, sono animati da un inconsueto fervore dovuto all'attesa della domenica, perciò il piacere della festa in realtà non è nel giorno festivo stesso, ma in quello che lo precede (v. 38: «questo di sette è il più gradito giorno»), quando la festa è imminente, ma non ancora presente: una volta arrivata la domenica, invece, tutti capiranno che la festa in realtà è poco conforme alle gioie che si aspettavano, e ognuno tornerà ai tristi pensieri dello squallido lunedì, quando si torna purtroppo al lavoro consueto (v. 41: «travaglio usato»).
Questa situazione viene poi paragonata dal poeta alla vita stessa: il sabato simboleggia la giovinezza, età felice in cui si è pieni di gioia per l'attesa della maturità; una volta cresciuti, ci si renderà conto di come l'esistenza umana sia priva dei piaceri, tanto attesi durante l'adolescenza, e piena di noia e tristezza, così come accade ai paesani del Sabato del villaggio la domenica. È per questo che nell'ultima strofa il poeta si rivolge con un misto di benevolenza e di bonaria ironia a un «garzoncello scherzoso», ancora ignaro della crudeltà che regola gli accadimenti umani. A questo fanciullo immaginario egli suggerisce di godere serenamente la sua «età fiorita» di speranze, senza desiderare di crescere affrettatamente, siccome è proprio nell'età adulta (v. 47: «festa di tua vita») che i desideri adolescenziali si rivelano illusori e dolorosi.

## Analisi
Il sabato del villaggio risponde alla forma metrica della canzone libera, con strofe di endecasillabi e settenari a rima libera, alternati senza uno schema prestabilito fisso, ma seguendo l'ispirazione. Parallelamente alle tematiche affrontate, il ritmo della prima strofa è alacre e festivo, quasi spensierato: Leopardi ottiene questo effetto grazie all'uso frequente e prolungato degli agili settenari. In chiusura, invece, il ritmo sembra prolungare, divenendo più moderato grazie all'impiego degli endecasillabi.